# Metacatharsius holyi
Metacatharsius holyi là một loài bọ cánh cứng trong họ Bọ hung (Scarabaeidae).